# Kommunpartiet (Härryda kommun)
Kommunpartiet (KomP) är ett lokalt politiskt parti i Härryda kommun. Partiet startades under våren 2006 som en utbrytning ur Sveriges Pensionärers Intresseparti.
Partiet hade tre mandat i kommunfullmäktige 2006–2010 och fick lika många för mandatperioden 2010–2014. Genom valteknisk samverkan med andra fullmäktigeledamöter utanför de politiska blocken fick man även en representant i kommunstyrelsen 2010–2014. Mandatperioderna 2014–2018 och 2018–2022 var Kommunpartiet representerat av två ledamöter i kommunfullmäktige. Efter valet 2022 har partiet ett mandat.

## Valresultat
| År   | Röster | %    | Mandat  |
| ---- | ------ | ---- | ------- |
| 2006 | 1 220  | 6,35 | 3 av 49 |
| 2010 | 1 343  | 6,28 | 3 av 51 |
| 2014 | 945    | 4,08 | 2 av 51 |
| 2018 | 1 000  | 4,13 | 2 av 51 |
| 2022 | 663    | 2,65 | 1 av 41 |